# Satnam Singh Bhamara
Satnam Singh Bhamara (nascido em 10 de dezembro de 1995) é um basquetebolista profissional indiano. Ele se tornou o primeiro jogador indiano da história a ser escolhido para a NBA quando o Dallas Mavericks o escolheu como a 52ª escolha geral no Draft da NBA de 2015. Tendo 2.18m e 132 kg, Singh joga como pivô. Ele jogou basquete no ensino médio pela IMG Academy, um instituto de treinamento atlético privado com sede em Bradenton, Flórida. Ele atraiu a atenção da mídia desde seus 14 anos de idade, e a sua carreira na IMG ajudou a colocá-lo no radar para as equipes da NBA.

## Infância e juventude
Singh nasceu em 10 de dezembro de 1995, em Baloke, um vilarejo localizado no distrito de Barnala, no estado de Punjab, na Índia, que tinha uma população de cerca de 800 pessoas, em uma família Sikh. Tanto o pai de Singh, Balbir, e seu avô paterno cultivavam e moíam trigo, e a casa da família estava localizada a quatro quilômetros da estrada asfaltada mais próxima. Na década de 1980, ainda em sua infância, o pai de Singh tornou-se a pessoa mais alta de sua aldeia, e a sua altura fez com que as pessoas o aconselhassem a começar a jogar basquete em cidades que tivessem as instalações adequadas. O esporte recebeu pouco interesse na Índia, em comparação ao críquete, hóquei em campo, e futebol, no entanto, e seu pai negou estas oportunidades, querendo que seu filho seguisse seus passos como agricultor. Balbir permaneceu em sua cidade natal e foi eleito chefe da aldeia. Ele casou-se e teve três filhos, sendo o filho do meio Satnam.
Com 9 anos de idade, Singh era mais alto do que a maioria dos adultos na sua aldeia. Seu pai o levou para uma quadra de basquete local por volta desta época, mesmo sem compreender o jogo muito bem. Singh achava que estava sendo levado para jogar vôlei, e ele não se saiu muito bem. No entanto, Singh continuou a jogar usando um aro que seu pai montou em um pátio de terra batida perto de sua casa. Depois de atrair o interesse dos moradores, que de vez em quando iam vê-lo, ele ganhou o apelido de "Chhotu" entre os moradores de sua cidade natal, que significava "pequeno" em sua língua nativa, já que o seu rápido crescimento fez com que a bola de basquete parecesse ter encolhido em suas mãos ao longo do tempo. O interesse de Singh no jogo levou seu pai a procurar jogadores e treinadores na região do Panjabe. Singh participou em ligas juvenis em Punjab, e rapidamente começou a dominar seus adversários. Aos 10 anos de idade, seu pai foi instado a inscrevê-lo na Academia de Basquete de Ludhiana (LBA), na grande cidade Punjabi de Ludhiana, uma escola projetada para desenvolver o talento de jovens entre 14 e 18 anos do Punjab e seus estados vizinhos. Talwinderjit Singh foi um dos muitos futuros membros das equipes júnior e sênior de basquete da Índia que a academia tinha treinado. Na LBA, Singh aprendeu algumas das suas primeiras habilidades e dribles pelo ex-treinador de basquete do Punjab e diretor da Autoridade Esportiva da Índia, Dr. Sankaran Subramanian. Quando ele tinha 13 anos de idade, Singh media 2.11 m de altura, pesava 104 kg, e usava sapatos tamanho 50. Conforme começou a ficar mais exposto ao basquete profissional e à Associação Nacional de Basquete (NBA), ele começou a idolatrar estrelas como Kobe Bryant e tentou modelar o seu jogo sob as influências de Yao Ming e Dwight Howard. Fora da liga, ele seguia o ex-aluno da Ludhiana Jagdeep Singh Bains.

## Carreira no ensino médio
No início de 2010, foi anunciado que a empresa mundial de marketing esportivo IMG fez uma parceria com a Reliance Industries, a maior empresa da Índia, para formar uma nova empresa conhecida como IMG Reliance (IMGR). Eles formaram uma nova empresa de marketing esportivo e de entretenimento, e fizeram seu primeiro ato por meio da assinatura de um contrato de 30 anos com a Federação de Basquete da Índia (BFI). A decisão foi uma tentativa de melhorar as instalações e ligas no país e, assim, começaram a permitir que os atletas frequentassem a IMG Academy, sediada em Bradenton, Flórida, com uma bolsa de estudos integral. A academia tinha anteriormente formado jogadores como Kobe Bryant, Vince Carter, Joakim Noah e Chauncey Billups.
Singh levou o time juvenil do estado de Punjab para o campeonato nacional em junho de 2010, levando o BFI a escolhê-lo para jogar em um acampamento do Basquete sem Fronteiras da NBA em Singapura. O treinador-chefe da BFI, Harish Sharma, o colocou para jogar contra membros da seleção nacional indiana, e Singh consegui competir com eles. Sharma recomendou que a IMGR considerasse Singh para uma bolsa de estudos, mas, aos 14 anos de idade, ele era muito velho. Sharma disse: "Este menino, você vai querer ver. Eu já disse muitas vezes, ele pode tornar-se o Yao Ming indiano." Troy Justice, que dirigiu as operações de basquete para a NBA na Índia, também visitou Punjab e descobriu Singh no Desafio NBA Mahindra. Ele disse, "A primeira vez que eu vi ele jogar, ele estava usando tênis que estavam caindo aos pedaços. As costuras tinham rasgado, e estavam saindo fora deles. Isso era tudo o que ele tinha. Ele estava crescendo tão rápido. Nós o ajudamos a conseguir tênis. Eu ouvi as pessoas falarem, mas não temos certeza de que eles sabem o quão grande ele vai ser." Justice tinha confiança nele, no entanto, dizendo: "Ele pode ser o escolhido do basquetebol na Índia."
No entanto, Singh posteriormente recebeu uma bolsa no âmbito da academia de basquete da IMGR e se mudou para Bradenton, na Flórida, em setembro de 2010. Apesar de não saber nada de inglês na época, ele foi um dos 29 alunos-atletas—masculinos e femininos—a ser selecionado para treinar na IMG Academy. Durante a temporada 2014-15, ele teve uma média de 9,2 pontos, 8,4 rebotes e 2,2 tocos em menos de 20 minutos por jogo para o IMG, o time nº 2 do ranking no país. No Entanto, devido ao seu baixo conhecimento da língua inglesa, Singh não possuía as notas necessárias para receber quaisquer bolsas de estudos para jogar na National Collegiate Athletic Association (NCAA).

## Carreira profissional
Em abril de 2015, depois de ser declarado não-elegível para bolsas acadêmicas para jogar na NCAA, Singh entrou para o Draft da NBA de 2015, sendo selecionado como a 52ª escolha pelo Dallas Mavericks em 25 de junho de 2015. Com isso, Singh se tornou o primeiro jogador indiano a ser convocado para a NBA, o primeiro jogador desde o Draft da NBA de 2005 a entrar no Draft sem jogar na universidade, no exterior de forma profissional, ou na NBA Development League; o primeiro jogador a ser convocado diretamente da escola como um pós-graduado, e o primeiro jogador do ensino médio, a ser escolhido desde que a liga instituiu restrições de idade.
Em julho de 2015, Singh juntou-se ao Mavericks para a Summer League de 2015 da NBA. Em 31 de outubro de 2015, ele foi adquirido pelo Texas Legends da NBA Development League, a equipe afiliada aos Mavericks. Em 13 de novembro de 2015, ele fez sua estreia profissional em uma derrota de 104-82 para o Austin Spurs, marcando quatro pontos, três rebotes e uma assistência, em nove minutos. Em 5 de fevereiro de 2016, ele teve seu melhor jogo da temporada com seis pontos e seis rebotes em 22 minutos de partida na derrota de 136-80 para os Raptors 905. Ele apareceu em 9 jogos (iniciando dois) com o Legends em 2015-16, com uma média de 1,5 pontos e 1,5 rebotes em 7.9 minutos por jogo.
Em 30 de outubro de 2016, Singh foi readquirido pelo Texas Legends. Depois de jogar para o Texas Legends na temporada 2016-17 da NBA D-League, juntou-se aos Dallas Mavericks para a Summer League de 2017 da NBA.
Em 2018, Singh jogou para a faculdade Instituto de Tecnologia da Informação LNM, da Índia.

## Carreira na seleção nacional
No verão de 2009, com 13 anos de idade, Singh recebeu um convite para uma seleção da seleção nacional de basquete juvenil da Índia, que iria jogar no Campeonato Asiático Sub-16 de 2009 da FIBA em Johor Bahru, Malásia. Ele aceitou a oferta após seu treinador apoiar a ideia, e conseguiu se classificar. No entanto, ele não conseguiu dominar a oposição mais qualificada, e com isso teve pouco tempo de jogo em cada. Depois de terminar com 3 vitórias e 4 derrotas, a Índia terminou em 10º lugar, com o torneio consistindo de 16 equipes, e a equipe de Singh foi derrotada por até 74 pontos (contra a China), que acabou conquistando o título.
Singh também representou a seleção nacional indiana no FIBA Campeonato Asiático de 2011 e de 2013. Ele voltou para a seleção nacional para o FIBA Campeonato Asiático de 2017.